# Curiazio Materno
Curiazio Materno (in latino Curiatius Maternus; I secolo) è stato un drammaturgo romano autore di tragedie politiche.
Da Tacito, che fece di lui il protagonista del suo Dialogus de oratoribus, ambientato intorno al 75, sappiamo che intraprese gli studi di retorica, ma li abbandonò per dedicarsi alla composizione di opere teatrali. Nel "Dialogus" Tacito fa dire a Curiazio che è meglio dedicarsi alla poesia piuttosto che alla retorica.
Probabilmente non è da identificare con il Materno di cui lo storico Cassio Dione dice che fu condannato a morte da Domiziano come oppositore del regime nel 91.

## Opere
Fu autore di varie tragedie, ma siamo al corrente dei soli titoli di quattro di queste: due erano coturnate (Medea e Tieste), due invece preteste (Domizio e Catone); in tutte erano affermati i sentimenti repubblicani dell'autore.